# Balacra ugandae
Balacra ugandae là một loài bướm đêm thuộc phân họ Arctiinae, họ Erebidae.